# Jessica Chastain

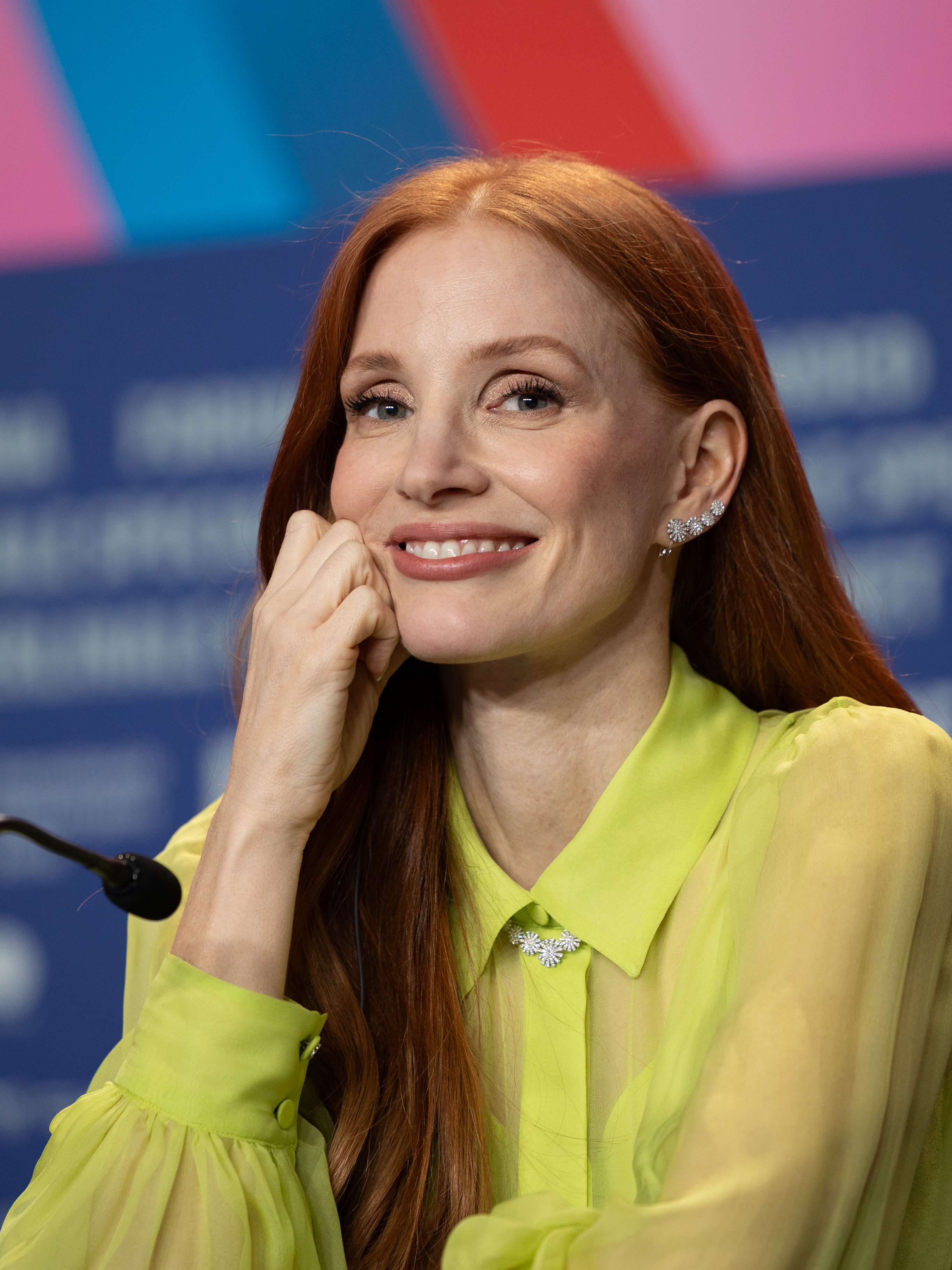
Jessica Chastain auf der Berlinale 2025

Jessica Michelle Chastain (* 24. März 1977 in Sacramento, Kalifornien) ist eine US-amerikanische Theater- und Filmschauspielerin und Filmproduzentin. Neben ihrer Arbeit am Theater spielte sie seit Mitte der 2000er-Jahre in mehr als 50 Film- und Fernsehproduktionen, überwiegend in Dramen. Bekanntheit erlangte sie vor allem im Jahr 2011, als sie in gleich sieben Spielfilmen zu sehen war (u. a. in Eine offene Rechnung, Take Shelter – Ein Sturm zieht auf, The Tree of Life, Zero Dark Thirty und The Help), für die sie mehrfach ausgezeichnet wurde. Für ihre Hauptrolle in dem Filmdrama The Eyes of Tammy Faye (2021) gewann sie einen Oscar.

## Leben

### Ausbildung und erste Fernsehangebote
Die Tochter der Köchin Jerri Renee Hastey (geborene Chastain) und des Rockmusikers Michael Monasterio (1957–2013) wurde als Jessica Michelle Howard in Nordkalifornien geboren, wo sie mit vier Geschwistern aufwuchs. Chastain redet ungern öffentlich über ihre Kindheit, das Verhältnis zu ihrem Vater beschreibt sie als distanziert. Laut eigener Aussage ist kein Vater auf ihrer Geburtsurkunde genannt. Chastain hatte eine jüngere Schwester aus der Beziehung zwischen Monasterio und ihrer Mutter, die sich jedoch nach jahrelangem Drogenmissbrauch 2003 das Leben nahm.
Chastain wurde nach der Trennung ihrer Eltern von ihrem Stiefvater, einem Feuerwehrmann, großgezogen. Nach eigener Aussage ist sie ihrem Stiefvater sehr dankbar, er sei „einer der großartigsten Menschen“, den sie kenne, und er sei der erste gewesen, der ihr ein Gefühl von Sicherheit gegeben habe.
Chastain hatte Schwierigkeiten in der Schule und hat die High School nicht abgeschlossen. Als Kind fand sie jedoch durch den Besuch einer Aufführung des Musicals Joseph and the Amazing Technicolor Dreamcoat mit David Cassidy in der Titelrolle Gefallen an der Schauspielerei. Gleichzeitig widmete sie sich dem Tanz und schloss sich mit 13 Jahren einer Tanztruppe an. Später begann sie mit dem Theaterspiel, wobei sie den Geburtsnamen ihrer Mutter als Künstlernamen verwendete und fortan als Jessica Chastain auftrat. Ihre Familie hatte keinerlei Verbindungen zum Showgeschäft und hielt daher Informationen über ihre Karriere bei Film und Fernsehen weitgehend zurück.
Über ihre Schulzeit sagt Chastain: „Ich dachte, ich sei einfach keine intelligente Person, weil meine Noten so schlecht waren. Es gibt Kinder da draußen, die nicht gut sind in der Schule – ich hoffe, sie denken nie, dass sie dumm sind. Es kommt einfach darauf an, herauszufinden, wo deine Interessen liegen und worin Du gut bist.“
Im Jahr 1998 erhielt Chastain die weibliche Hauptrolle in einer Inszenierung von William Shakespeares Tragödie Romeo und Julia im kalifornischen Mountain View. Daraufhin besuchte sie vier Jahre lang das Konservatorium Juilliard School in New York. Das Studium dort wurde ihr durch ein von Robin Williams initiiertes Stipendium ermöglicht. Noch vor Abschluss ihrer Schauspielausbildung im Jahr 2003 wurde Chastain bei einem schulinternen Vorspiel in Los Angeles entdeckt und von dem Fernsehproduzenten John Wells unter Vertrag genommen. Wells vermittelte ihr eine größere Rolle in dem Pilotfilm Dark Shadows (2004) des Fernsehnetzwerks The WB. Die Produktion, die auf der gleichnamigen Fernsehserie aus den 1960er-Jahren basierte, wurde jedoch nie ausgestrahlt. Daraufhin absolvierte Chastain zwischen 2004 und 2006 Gastauftritte in den Warner-Bros.-Fernsehserien Emergency Room – Die Notaufnahme, Veronica Mars, Close to Home und The Evidence, während sie in dem Ableger Law & Order: Trial by Jury (2005–2006) die wiederkehrende Rolle der Staatsanwaltsgehilfin Sigrun Borg übernahm. Häufig wurde die rothaarige Schauspielerin für psychotische oder exzentrische Figuren ausgewählt. 2006 war Chastain außerdem in der weiblichen Hauptrolle neben Angus Macfadyen in dem Fernsehfilm Blackbeard – Piraten der Karibik zu sehen.

### Theaterarbeit und erste Kinorollen
Parallel zu ihren Engagements im Fernsehen spielte Chastain weiterhin Theater. So erschien sie auf dem Williamstown Theatre Festival in einer Inszenierung von Anton Tschechows Der Kirschgarten neben Linda Emond und Michelle Williams sowie Off-Broadway als verlobte Tochter im Drama Rodney’s Life (beide 2004). Größere Aufmerksamkeit brachte ihr 2006 die Titelrolle in Oscar Wildes Salome an der Seite von Al Pacino in Los Angeles ein. Regisseurin Estelle Parsons hatte das Theaterstück drei Jahre zuvor mit Marisa Tomei und Pacino am New Yorker Broadway aufgeführt. 2009 wurde Chastain von Peter Sellars für seine Inszenierung von Shakespeares Othello mit John Ortiz und Philip Seymour Hoffman verpflichtet. Die Rolle der Desdemona interpretierte sie auf Bühnen in Wien, Bochum und New York.
Vom Erscheinungsbild mit Bryce Dallas Howard verglichen, gab die Schauspielerin 2008 ihr Kinodebüt in Dan Irelands Independentfilm Jolene nach der gleichnamigen Kurzgeschichte von E. L. Doctorow. Die Titelrolle eines 15-jährigen Waisenmädchens, das zehn Jahre lang quer durch die Vereinigten Staaten reist, brachte Chastain erstes Lob vonseiten der Kritik ein sowie den Darstellerpreis des Seattle International Film Festivals. Darauf folgten weitere Filmangebote wie John Maddens Eine offene Rechnung (2010), der seinen offiziellen Kinostart in den Vereinigten Staaten aber erst im August 2011 erleben sollte. In dem Historienthriller spielt Chastain eine Mossad-Agentin, die 1965 in Ost-Berlin einen NS-Kriegsverbrecher aufspüren soll. Die gealterte Figur wurde von Helen Mirren verkörpert. In Vorbereitung auf den Part der Rachel Singer hatte Chastain die Kampfkunst Krav Maga trainiert, Deutschkurse genommen und Literatur über den Holocaust studiert.

### Filmerfolg im Jahr 2011

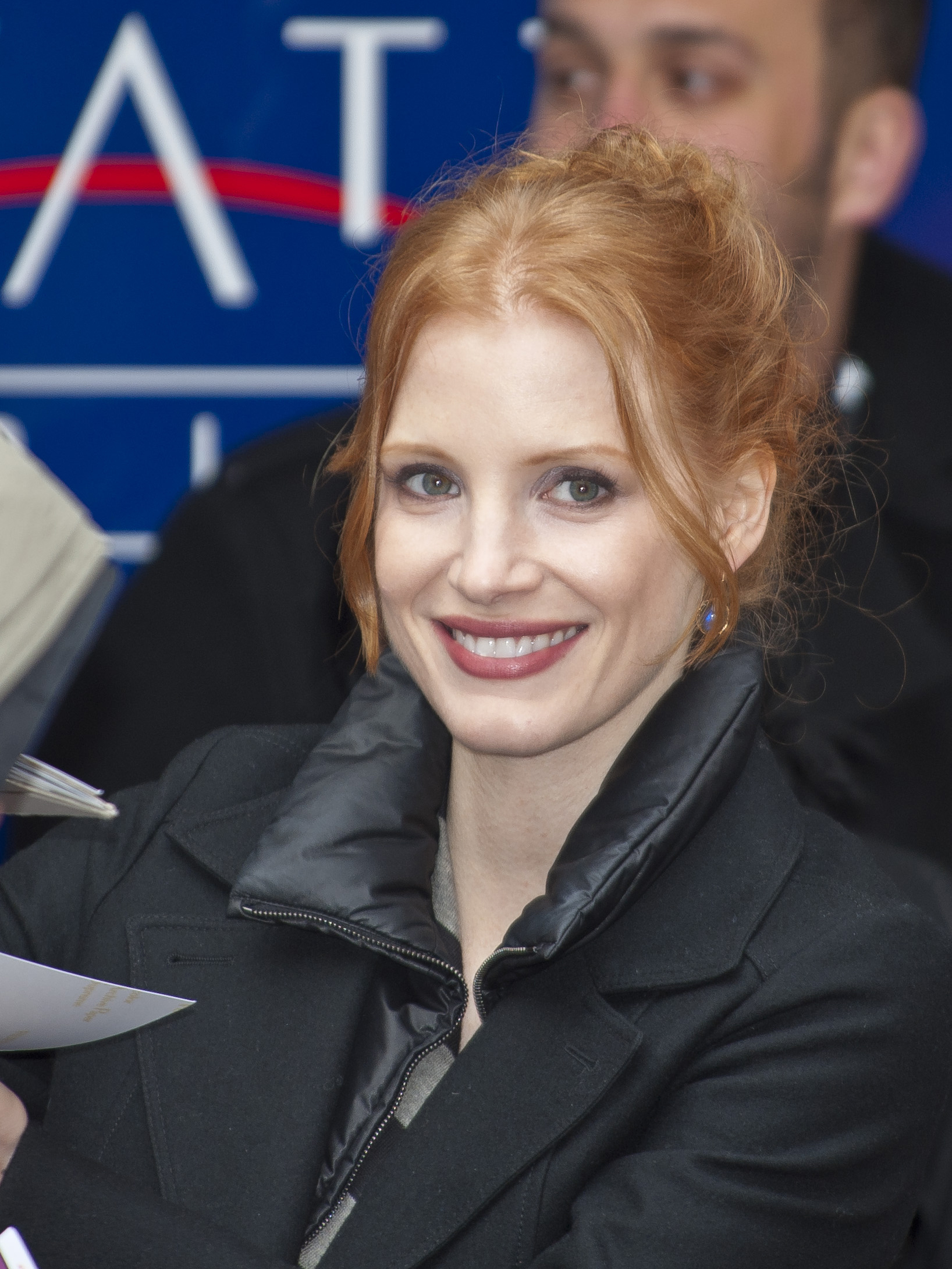
Chastain auf der Berlinale 2011

Den internationalen Durchbruch als Schauspielerin ebnete Chastain das Jahr 2011, als in den US-amerikanischen Kinos neben Eine offene Rechnung sechs weitere Filmproduktionen mit ihr anliefen. In Jeff Nichols’ Drama Take Shelter – Ein Sturm zieht auf war sie als langmütige und besorgte Ehefrau des von apokalyptischen Visionen heimgesuchten Michael Shannon zu sehen, während Ralph Fiennes ihr in seiner modernen Shakespeare-Adaption Coriolanus den Part der Virgilia anvertraute. In Terrence Malicks mit der Goldenen Palme der Filmfestspiele von Cannes ausgezeichneten spirituellen und bildgewaltigen Film The Tree of Life spielte sie die sanftmütige, auf Gott vertrauende Ehefrau und Mutter neben Brad Pitt. In Vorbereitung auf die Dreharbeiten las sie Literatur über Themen wie Trost, Grazie und Erkenntlichkeit, Marienbildnisse im New Yorker Metropolitan Museum of Art und sah sich Filme mit Lauren Bacall an, um sich mit der langsameren Sprechweise der 1950er-Jahre vertraut zu machen. Für Tate Taylors an den US-amerikanischen Kinokassen äußerst erfolgreiche Produktion The Help über die Schicksale von schwarzen Hausangestellten im US-amerikanischen Süden der 1960er-Jahre schlüpfte sie in die Nebenrolle der Celia Foote. Den Part der unsicheren und naiven Südstaaten-Ehefrau, die von der gehobenen weißen Gesellschaft ihrer Heimatstadt abgelehnt wird und sich stattdessen mit ihrer schwarzen Haushaltshilfe (gespielt von Octavia Spencer) anfreundet, hatte Chastain nach Marilyn Monroe angelegt. Sie hatte vor den Dreharbeiten zu The Help deren Biografie gelesen und alle ihre Filme in chronologischer Reihenfolge angesehen. Auch hatte sie versucht zuzunehmen und Literatur und Dokumentationen über die Jim-Crow-Ära studiert. Der deutsche film-dienst lobte ihr Zusammenspiel mit Octavia Spencer, das dem Film „mit einer tragikomischen Rolle ein Glanzlicht“ aufsetze. Zudem sei ihre Celia die einzige unberechenbare Figur in The Help.
Des Weiteren griff Chastain die Bühnenrolle der Salome in Al Pacinos zwischen Dokumentarfilm und Fiktion angelegter Wilde Salomé auf und war als Polizistin in Ami Canaan Manns Thriller Texas Killing Fields – Schreiendes Land neben Sam Worthington und Jeffrey Dean Morgan zu sehen. Sowohl Coriolanus, The Help, Take Shelter, The Tree of Life und Texas Killing Fields als auch Eine offene Rechnung brachten ihr 2011/2012 zahlreiche Filmpreise ein, darunter die Auszeichnungen als beste Nebendarstellerin der Kritikervereinigungen von New York, Los Angeles sowie der National Society of Film Critics. Für ihre Leistung in The Help erhielt Chastain eine Oscar- und Golden-Globe-Nominierung, während ihre Omnipräsenz im Kino mit der eines Steve Buscemi verglichen wurde, der in den 1990er-Jahren 40 Filmrollen bekleidet hatte. 2012 sprach sie die Jaguardame Gia in den Animationsfilm Madagascar 3: Flucht durch Europa, war als Objekt der Begierde von Tom Hardy in John Hillcoats Historienfilm Lawless – Die Gesetzlosen zu sehen und übernahm in Kathryn Bigelows Thriller Zero Dark Thirty die Hauptrolle einer jungen CIA-Analytikerin auf der Jagd nach Osama bin Laden. Für letztgenannten Part wurde sie erneut mit zahlreichen Filmpreisen ausgezeichnet, darunter der National Board of Review Award, der Golden Globe Award und eine weitere Oscar-Nominierung.
Jessica Chastain ist Veganerin. Sie ist für ihre teilweise umfangreichen Vorbereitungen auf Rollen bekannt, gilt aber dennoch nicht als Method Actor. Darüber hinaus sollte Chastain die britische Prinzessin Diana (1961–1997) in Oliver Hirschbiegels Film Diana über deren Liebesaffäre mit dem pakistanischen Herzchirurgen Hasnat Khan spielen. Die Verhandlungen scheiterten jedoch, und die Rolle wurde mit Naomi Watts besetzt.
Im November 2012 absolvierte Chastain unter der Regie von Moisés Kaufman ihr Broadway-Debüt in der Hauptrolle der Catherine Sloper in The Heiress neben Dan Stevens und David Strathairn.

### Privatleben
Im Juni 2017 heirateten Chastain und ihr Partner Gian Luca Passi de Preposulo in Italien.

## Theaterstücke
| Jahr | Theaterstück              | Rolle               | Bühne                                                                        |
| ---- | ------------------------- | ------------------- | ---------------------------------------------------------------------------- |
| 1998 | Romeo and Juliet          | Juliet              | Mountain View Center for the Performing Arts (Mountain View)                 |
| 2004 | The Cherry Orchard        | Anya                | Williamstown Theater Festival (Williamstown)                                 |
| 2004 | Rodney’s Wife             | Lee                 | Playwrights Horizons (New York)                                              |
| 2006 | Salome                    | Salome              | Wadsworth Theatre (Los Angeles)                                              |
| 2009 | Othello                   | Desdemona           | Wiener Festwochen Schauspielhaus Bochum LAByrinth Theater Company (New York) |
| 2012 | The Heiress               | Catherine Sloper    | Walter Kerr Theatre (New York)                                               |
| 2017 | The Children’s Monologues | 13-jähriges Mädchen | Carnegie Hall (New York)                                                     |
| 2023 | A Doll’s House            | Nora Helmer         | Hudson Theatre (New York)                                                    |

## Filmografie (Auswahl)
Als Schauspielerin
- 2004: Dark Shadows (Fernsehfilm)

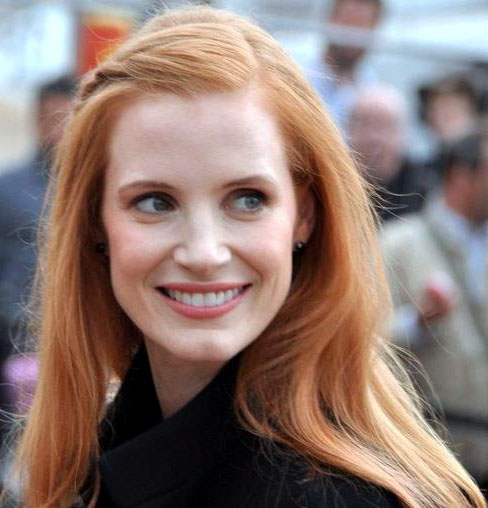
Chastain bei den Internationalen Filmfestspielen von Cannes 2012

- 2004: Veronica Mars (Fernsehserie, Episode 1x07)
- 2004: Emergency Room – Die Notaufnahme (ER, Fernsehserie, Episode 10x16)
- 2006: Blackbeard – Piraten der Karibik (Blackbeard, Fernsehfilm)
- 2008: Jolene
- 2009: Stolen (Stolen Lives)
- 2010: The Westerner (Kurzfilm)
- 2010: Agatha Christie’s Poirot: Mord im Orient-Express (Murder on the Orient Express, Fernsehfilm)
- 2010: Eine offene Rechnung (The Debt)
- 2011: Take Shelter – Ein Sturm zieht auf (Take Shelter)
- 2011: Coriolanus
- 2011: The Tree of Life
- 2011: The Help
- 2011: Wilde Salomé
- 2011: Texas Killing Fields – Schreiendes Land (Texas Killing Fields)
- 2012: Madagascar 3: Flucht durch Europa (Madagascar 3: Europe’s Most Wanted, Stimme für Gia)
- 2012: Lawless – Die Gesetzlosen (Lawless)
- 2012: The Color of Time
- 2012: Zero Dark Thirty
- 2013: Mama
- 2013: Verführt und Verlassen (Dokumentation, Seduced and Abandoned)
- 2014: Das Verschwinden der Eleanor Rigby (The Disappearance of Eleanor Rigby: Them)
- 2014: Fräulein Julie (Miss Julie)
- 2014: Interstellar
- 2014: A Most Violent Year
- 2015: Der Marsianer – Rettet Mark Watney (The Martian)
- 2015: Crimson Peak
- 2016: The Huntsman & The Ice Queen (The Huntsman: Winter’s War)
- 2016: Die Erfindung der Wahrheit (Miss Sloane)
- 2017: Die Frau des Zoodirektors (The Zookeeper’s Wife)
- 2017: Molly’s Game – Alles auf eine Karte (Molly’s Game)
- 2017: Die Frau, die vorausgeht (Woman Walks Ahead)
- 2018: This Changes Everything (Dokumentarfilm)
- 2018: The Death and Life of John F. Donovan
- 2019: X-Men: Dark Phoenix (Dark Phoenix)
- 2019: Es Kapitel 2 (It Chapter Two)
- 2020: Code Ava – Trained to Kill (Ava)
- 2021: Denen man vergibt (The Forgiven)
- 2021: The Eyes of Tammy Faye
- 2021: Scenes from a Marriage (Miniserie, 5 Episoden)
- 2022: The 355
- 2022: Zeiten des Umbruchs (Armageddon Time)
- 2022: The Good Nurse
- 2022–2023: George & Tammy (Fernsehserie)
- 2023: Memory
- 2024: Mothers’ Instinct

Als Produzentin
- 2014: Das Verschwinden der Eleanor Rigby (The Disappearance of Eleanor Rigby: Them)
- 2017: I Am Jane Doe
- 2017: Die Frau des Zoodirektors (The Zookeeper’s Wife)
- 2018: Spheres
- 2020: Creating a Character: The Moni Yakim Legacy
- 2020: Code Ava – Trained to Kill (Ava)
- 2021: Scenes from a Marriage (Miniserie, 5 Episoden)
- 2021: The Eyes of Tammy Faye
- 2022: The 355
- 2022–2023: George & Tammy (Fernsehserie)

## Auszeichnungen
Oscars
- 2012: Nominierung in der Kategorie Beste Nebendarstellerin für The Help
- 2013: Nominierung in der Kategorie Beste Hauptdarstellerin für Zero Dark Thirty
- 2022: Auszeichnung in der Kategorie Beste Hauptdarstellerin für The Eyes of Tammy Faye[25]

Golden Globe
- 2012: Nominierung in der Kategorie Beste Nebendarstellerin für The Help
- 2013: Auszeichnung in der Kategorie Beste Hauptdarstellerin – Drama für Zero Dark Thirty
- 2015: Nominierung in der Kategorie Beste Nebendarstellerin für A Most Violent Year
- 2017: Nominierung in der Kategorie Beste Hauptdarstellerin – Drama für Die Erfindung der Wahrheit (Miss Sloane)
- 2018: Nominierung in der Kategorie Beste Hauptdarstellerin – Drama für Molly’s Game – Alles auf eine Karte (Molly’s Game)
- 2022: Nominierung in der Kategorie Beste Hauptdarstellerin – Drama für The Eyes of Tammy Faye
- 2022: Nominierung in der Kategorie Beste Hauptdarstellerin – Mini-Serie oder TV-Film für Scenes from a Marriage
- 2023: Nominierung in der Kategorie Beste Hauptdarstellerin – Mini-Serie oder TV-Film für George & Tammy

British Academy Film Award (BAFTA)
- 2012: Nominierung in der Kategorie Beste Nebendarstellerin für The Help

Online Film Critics Society Award
- 2012: Auszeichnung in der Kategorie Beste Hauptdarstellerin für The Tree of Life
- 2012: Auszeichnung in der Kategorie Beste Nachwuchsdarstellerin für The Help, The Tree of Life und Eine offene Rechnung (The Debt)
- 2013: Auszeichnung in der Kategorie Beste Hauptdarstellerin für Zero Dark Thirty

Critics’ Choice Movie Award
- 2012: Auszeichnung in der Kategorie Bestes Schauspielensemble für The Help (gemeinsam mit dem Cast)
- 2012: Nominierung in der Kategorie Beste Nebendarstellerin für The Help
- 2013: Auszeichnung in der Kategorie Beste Hauptdarstellerin für Zero Dark Thirty
- 2022: Auszeichnung in der Kategorie Beste Hauptdarstellerin für The Eyes of Tammy Faye

Goldene Kamera
- 2019: Auszeichnung in der Kategorie Beste Schauspielerin International[26]

Goldene Himbeere
- 2020: Nominierung in der Kategorie Schlechteste Nebendarstellerin für X-Men: Dark Phoenix

National Board of Review Award
- 2012: Auszeichnung in der Kategorie Beste Hauptdarstellerin für Zero Dark Thirty
- 2014: Auszeichnung in der Kategorie Beste Nebendarstellerin für A Most Violent Year

Weitere Auszeichnungen und Nominierungen
- 2008: Darstellerpreis des Seattle International Film Festival für Jolene
- 2011: Austin Film Critics Award für Take Shelter (Beste Nebendarstellerin) und Nachwuchsdarstellerpreis für Coriolanus, The Help, The Tree of Life, Take Shelter, Texas Killing Fields und Eine offene Rechnung
- 2011: Chicago Film Critics Association Award für The Tree of Life (Beste Nebendarstellerin)
- 2011: Hollywood Breakthrough Award für Coriolanus, The Help, The Tree of Life, Take Shelter und Eine offene Rechnung sowie Hollywood Film Award gemeinsam mit dem Schauspielensemble von The Help
- 2011: Los Angeles Film Critics Association Award für Coriolanus, Eine offene Rechnung, The Help, Take Shelter, Texas Killing Fields und The Tree of Life (Beste Nebendarstellerin)
- 2011: New York Film Critics Circle Award für The Tree of Life, The Help und Take Shelter (Beste Nebendarstellerin)
- 2011: New York Film Critics Online Award für Coriolanus, Eine offene Rechnung, The Help, Take Shelter, Texas Killing Fields und The Tree of Life (Beste Nachwuchsdarstellerin)
- 2011: Satellite Award für The Tree of Life (Beste Nebendarstellerin) und Spezialpreis für The Help (gemeinsam mit dem Schauspielensemble)
- 2011: Southeastern Film Critics Association Award für The Help (gemeinsam mit dem Schauspielensemble)
- 2011: Spezialpreis der San Diego Film Critics Society für Coriolanus, Eine offene Rechnung, The Tree of Life, Take Shelter, The Help und Texas Killing Fields
- 2011: Toronto Film Critics Association Award für Take Shelter (Beste Nebendarstellerin)
- 2012: Detroit Film Critics Society Award für The Tree of Life, The Help und Take Shelter (Beste Nachwuchsdarstellerin)
- 2012: National Society of Film Critics Award für Take Shelter, The Help und The Tree of Life (Beste Nebendarstellerin)
- 2012: Nevada Film Critics Society Award für Eine offene Rechnung, The Help, The Tree of Life und Take Shelter (Beste Hauptdarstellerin)
- 2012: Nominierung für den Independent Spirit Award für Take Shelter (Beste Nebendarstellerin)
- 2012: Boston Online Film Critics Association Award für Zero Dark Thirty (Beste Hauptdarstellerin)
- 2012: Chicago Film Critics Association Award für Zero Dark Thirty (Beste Hauptdarstellerin)
- 2012: Dallas-Fort Worth Film Critics Association Award für Zero Dark Thirty (Beste Hauptdarstellerin)
- 2012: Florida Film Critics Circle Award für Zero Dark Thirty (Beste Hauptdarstellerin)
- 2012: Indiana Film Journalists Association Award für Zero Dark Thirty (Beste Hauptdarstellerin)
- 2012: Oklahoma Film Critics Circle Award für Zero Dark Thirty (Beste Hauptdarstellerin)
- 2012: Phoenix Film Critics Society Award für Zero Dark Thirty (Beste Hauptdarstellerin)
- 2012: St. Louis Film Critics Award für Zero Dark Thirty (Beste Hauptdarstellerin)
- 2012: Utah Film Critics Association Award für Zero Dark Thirty (Beste Hauptdarstellerin)
- 2012: Washington DC Area Film Critics Association Award für Zero Dark Thirty (Beste Hauptdarstellerin)
- 2023: Golden Icon Award des Zurich Film Festivals[27]